# André Carré
André Louis Théodore Carré (* 29. Januar 1908 in Sillé-le-Guillaume; † 24. August 1989 in Neuilly-sur-Seine) war ein französischer Autorennfahrer.

## Karriere als Rennfahrer
André Carré startete 1934 als Teamkollege von Charles Brunet auf einem Bugatti Type 55 beim 24-Stunden-Rennen von Le Mans. Nach einem Unfall in der neunten Rennstunde schied das Duo vorzeitig aus. Auch 1933 war er in Le Mans gemeldet, nahm mit seinem Bugatti (Teamkollege Raymond Gaillard) aber nicht am Rennen teil. 

## Statistik

### Le-Mans-Ergebnisse
| Jahr | Team           | Fahrzeug        | Teamkollege    | Platzierung | Ausfallgrund |
| ---- | -------------- | --------------- | -------------- | ----------- | ------------ |
| 1934 | Charles Brunet | Bugatti Type 55 | Charles Brunet | Ausfall     | Unfall       |